# Cassia concinna
Cassia concinna är en ärtväxtart som beskrevs av George Bentham. Cassia concinna ingår i släktet Cassia och familjen ärtväxter. Inga underarter finns listade i Catalogue of Life.